# Рашад Мухаммад Аль-Алімі
Рішад Мухаммад аль-Алімі (араб. رشاد محمد العليمي‎; нар. 15 січня 1954, Таїз) — єменський політик, який з 7 квітня 2022 року є головою Ради президентського керівництва.

## Біографія
Народився 15 січня 1954 в Аль-Алумі, селі в провінції Таїз, в сім'ї судді Мохаммеда бен Алі аль-Алімі. Він закінчив середню школу імені Гамаля Абдель Насер в Сані в 1969. Згодом він здобув ступінь бакалавра військових наук в Кувейтському поліцейському коледжі в 1975 році й ще один університетський ступінь в галузі мистецтв в Університеті Сани в 1977 році, а потім ступінь магістра та доктора соціології в Університеті Айн-Шамс в Єгипті в період з 1984 по 1988 рік.
Член Загального народного конгресу. Був міністром внутрішніх справ із 4 квітня 2001 по 2008 рік. Потім став головою Вищого комітету безпеки та заступником прем'єр-міністра з питань оборони та безпеки у травні 2008 року, згодом став членом Єменської конференції національного діалогу, потім радник президента Абдраббу Мансура Хаді у 2014 році.
3 червня 2011 року під час битви при Сані аль-Алімі був поранений разом з Алі Абдуллою Салехом під час нападу на мечеть Аль-Нахдін у Президентському палаці. Лікувався в Саудівській Аравії та в Німеччині, перш ніж повернутися до Сани 13 червня 2012 року. Він знову залишив місто через захоплення влади хуситами в Ємені почав жити в Саудівській Аравії у 2015 році.
Аль-Алімі став головою Ради президентського керівництва, органу, наділеного повноваженнями президента Ємену, 7 квітня 2022 року указом президента Хаді, який безповоротно передав свої повноваження раді. Численні джерела в урядах Ємену та Саудівської Аравії заявили, що Саудівська Аравія, де жив Хаді, змусила його поступитися владою Алімі.